# Józef Marczewski
Józef Marczewski (ur. 18 listopada 1870 w Nowym Jorku, zm. 25 kwietnia 1944 w Częstochowie) – lekarz, działacz społeczny i samorządowy, prezydent miasta Częstochowy w latach 1917−1919 i 1920−1927.

## Życiorys
Józef Marczewski urodził się 18 listopada 1870 roku w Nowym Jorku jako syn Dionizego i Amalii Scheer. Rodzina do Polski wróciła w 1872 roku. W 1889 roku Marczewski ukończył warszawskie gimnazjum im. Kilińskiego, a w 1895 studia lekarskie, następnie był ordynatorem kliniki okulistycznej w Warszawie.
Do Częstochowy przeprowadził się w 1898 roku, dwa lata później otworzył własną klinikę okulistyczną. W latach 1901−1903 kierował ponadto pięcioma mobilnymi oddziałami okulistycznymi w dawnym Królestwie Polskim. Klinikę prowadził do 1918 roku, z przerwą na okres okupacji niemieckiej. Dodatkowo latach 1907−19 był lekarzem miejskim.
Był aktywny społecznie, od 1900 roku był członkiem zarządu Towarzystwa Dobroczynności dla Chrześcijan, od 1902 Towarzystwa Higienicznego. Należał do Polskiego Towarzystwa Krajoznawczego i Stowarzyszenia Pracy Społecznej.
Związany z partiami prawicowymi. Pełnił funkcję prezydenta Częstochowy dwukrotnie. Po raz pierwszy w okresie 1917−1919, wybrany został jeszcze w czasie okupacji niemieckiej, gdy przywrócono samorządność miast. Wybrany członkiem Rady Stanu w 1918 roku. 10 listopada 1918 roku ogłosił, razem z Radą Miasta, powrót Częstochowy do odrodzonej Polski. Kilka dni później został mianowany komisarzem rządu polskiego na powiat częstochowski. Po raz drugi został prezydentem 15 września 1920 roku, gdy Rada Miasta wybrała go na ten urząd po ustąpieniu z powodów zdrowotnych Aleksandra Bantkie-Stężyńskiego. Po wyborach samorządowych w 1925 roku zachował stanowisko prezydenta, choć prawica utraciła monopol władzy w mieście. Po zamachu majowym, 13 maja 1927 roku, minister spraw wewnętrznych rozwiązał w ramach represji wobec opozycji częstochowską Radę Miasta i odwołał prezydenta.
Po odwołaniu z funkcji prezydenta nie angażował się więcej w działalność polityczną, zajął się prowadzeniem praktyki lekarskiej. W czasie okupacji hitlerowskiej był kierownikiem ambulatorium okulistycznego.
Zmarł 25 kwietnia 1944 roku i prawdopodobnie został pochowany na Cmentarzu Kule w Częstochowie, choć dokładne miejsce jest nieznane.
2 maja 1924 został odznaczony Krzyżem Oficerskim Orderu Odrodzenia Polski „za wybitne zasługi, położone dla Rzeczypospolitej Polskiej w dziedzinie pracy społecznej i samorządowej".